# Canterbury
Pour les articles homonymes, voir Canterbury (homonymie).
Cantorbéry
Canterbury [kæntərbəʁɪ], ou parfois en français Cantorbéry, [kɑ̃tɔrbeʁi], est une cité du Kent, dans l'extrémité sud-est de l'Angleterre, sur la rivière Stour, à 86,4 km de Londres. Le dernier recensement, en 2011, lui attribue 55 240 habitants.
Ancienne capitale du royaume de Kent, elle est l'une des villes les plus anciennes du pays. Augustin de Cantorbéry convertit la ville, ainsi que le roi Æthelbert de Kent et en fait pour lui un siège épiscopal en 597. La ville devient rapidement le siège de l'archevêque primat d'Angleterre.
Les neuf premiers archevêques sont canonisés, ainsi qu'Adrien de Cantorbéry. Les autres archevêques canonisés sont les saints Dunstan, Alphège, Anselme et Thomas Becket. La cité devient un grand centre de pèlerinage durant le Moyen Âge, ce qui inspira les Contes de Canterbury de Geoffrey Chaucer.
Depuis le XVIe siècle, la ville est le siège du chef spirituel de l'Église d'Angleterre et de l'anglicanisme. Le premier des archevêques anglicans est Thomas Cranmer (1489-1556), nommé par Henri VIII en 1533, suivi de Reginald Pole (1500-1558), dernier archevêque catholique.
Le 105e archevêque de Cantorbéry est, depuis mars 2013, Justin Welby. Ce dernier démissionne en novembre 2024 alors qu'il est accusé d'avoir couvert des violences sexuelles sur mineurs.
Aujourd'hui, la ville est un centre universitaire et une destination touristique populaire, notamment grâce à sa cathédrale. Elle est l'une des villes les plus visitées du Royaume-Uni et son économie dépend fortement du tourisme. Elle accueille un campus de l'université du Kent.

## Histoire

### Le commencement
La région de Canterbury est habitée depuis la préhistoire. Des traces du paléolithique et des poteries d'âge néolithique ont été trouvées dans la région. Canterbury est d'abord reconnue comme la principale colonie de la tribu celtique des Cantiaci qui a longtemps habité le Kent moderne.
Au Ier siècle apr. J.-C., les Romains accaparent la colonie et la nomment Durovernum Cantiacorum. Ils reconstruisent la ville avec de nouvelles rues, un théâtre, un temple, un forum et des bains publics. Bien que la cité ne jouisse pas d'une importante garnison militaire, sa position géographique par rapport aux principaux ports tels que Rutupiae (Richborough), Dubrae (Douvres) et Lemanae (Lymne) du Kent, lui donne une position stratégique considérable. À la fin du IIIe siècle, dans le but de se défendre des attaques des barbares, les Romains construisent une muraille autour de la ville, une surface de 53 ha est alors enclose.
Bien que Canterbury demeure l'une des 28 villes de la Grande-Bretagne post-romaine, il semble que Durovernum Cantiacorum a perdu l'essentiel de sa population lorsque les légions romaines quittent l'Angleterre en 410. Le siècle suivant est marqué par l'émergence d'une communauté anglo-saxonne composée en particulier de Jutes. En 597, le pape Grégoire Ier envoie en Angleterre Augustin de Cantorbéry dans le dessein de convertir le roi Æthelberht au christianisme. Comme Cantorbéry est une ville romaine, elle est choisie par Augustin comme siège épiscopal du Kent. Une abbaye et une cathédrale y sont donc construites. Augustin devient ainsi le premier archevêque de Cantorbéry. L'importance de la ville conduit à son renouveau et au développement d'activités comme la poterie, le travail du textile et du cuir. Vers 630, des pièces d'or y sont frappées. En 672, le synode de Hertford donne au siège de Cantorbéry l'autorité sur toute l'Église anglaise.
En 842 et en 851, de nombreux habitants de Cantorbéry meurent lors des raids danois. En 978, l'archevêque Dunstan reconstruit l'abbaye édifiée par Augustin et la nomme Abbaye Saint-Augustin de Cantorbéry. Une deuxième vague d'attaques danoises commence en 991, puis une troisième en 1011. La cathédrale est brûlée et l'archevêque Alphège est tué en 1012. Se souvenant de la destruction causée par les Danois, les habitants de la ville ne résistent pas à l'invasion de Guillaume le Conquérant en 1066. Ce dernier ordonne la construction d'un château en bois, reconstruit en pierre au début du XIIe siècle.

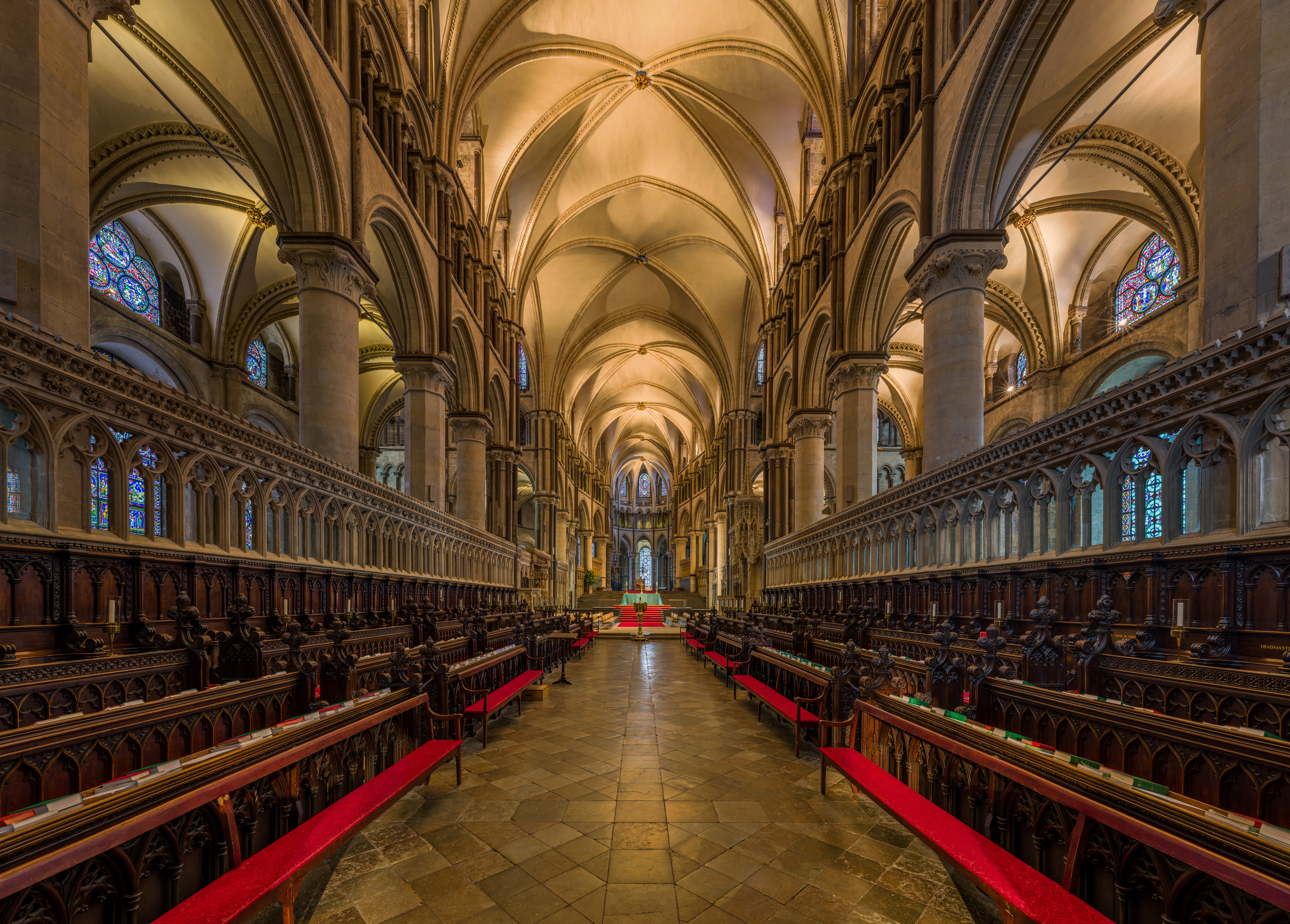
Cathédrale de Cantorbery où est assassiné Thomas Becket.

Après le meurtre de Thomas Becket en 1170, Cantorbéry est une des villes les plus célèbres d'Europe grâce aux nombreux pèlerins qui se rendent à son sanctuaire. Ce pèlerinage inspire à Geoffrey Chaucer une série de 24 histoires connues comme Les Contes de Canterbury. Le prince français Louis, futur Louis VIII, s'empare, en 1215, du château de la ville durant sa tentative d'invasion de l'Angleterre, peu avant la mort du roi Jean sans Terre.

### XIVe–XVIIesiècle
(juin 2022).
La peste noire frappe la ville en 1348. Lorsque la population atteint la barre des 10 000 habitants, la cité devient la 10e ville la plus peuplée d'Angleterre. Mais au début du XVIe siècle, la population retombe à 3 000 habitants à cause de cette peste noire. En 1363, au cours de la guerre de Cent Ans, une commission d'enquête constate le mauvais état du mur romain. Entre 1378 et 1402, le mur est en grande partie reconstruit et de nouvelles tours sont ajoutées. En 1381, au cours de la révolte des paysans en mémoire de Wat Tyler, le château et le palais de l'archevêque sont mis à sac, et l'archevêque Simon Sudbury est décapité à Londres. Un hommage est rendu chaque année à Sudbury devant sa tombe. En 1413, Henri IV devient le premier souverain à être enterré dans la cathédrale. En 1448, une charte municipale est accordée à la ville lui permettant de se doter d'un maire et d'un shérif, sorte de bailli. En 1504, la tour principale de la cathédrale (dite tour de Bell Harry), est enfin achevée, mettant fin à 400 années de construction.
Sous le règne de Henry VIII, la dissolution des monastères, à partir de 1534, entraîne la fermeture du prieuré et du couvent. L'abbaye est démantelée et une partie est transformée en palais. Le tombeau de Thomas Becket est démoli et tout l'or, l'argent et les bijoux y sont volés.
Au cours du XVIIe siècle, la population de Cantorbéry est estimée à 5 000 habitants dont 2 000 huguenots protestants francophones qui ont commencé à fuir la persécution et la guerre en se réfugiant aux Pays-Bas espagnols (dès le milieu du XVIe siècle). Les huguenots introduisent le tissage de soie qui, en 1676, a remplacé le tissage de la laine.
En 1647, pendant la guerre civile d'Angleterre, des émeutes éclatent à la suite de la décision du maire de la ville d'interdire les signes religieux le jour de Noël. Le procès des émeutiers l'année suivante conduit à une révolte du Kent contre les forces parlementaires, révolte qui contribue au début de la deuxième phase de la guerre.

### XVIIIesiècle- Aujourd'hui
(juin 2022).

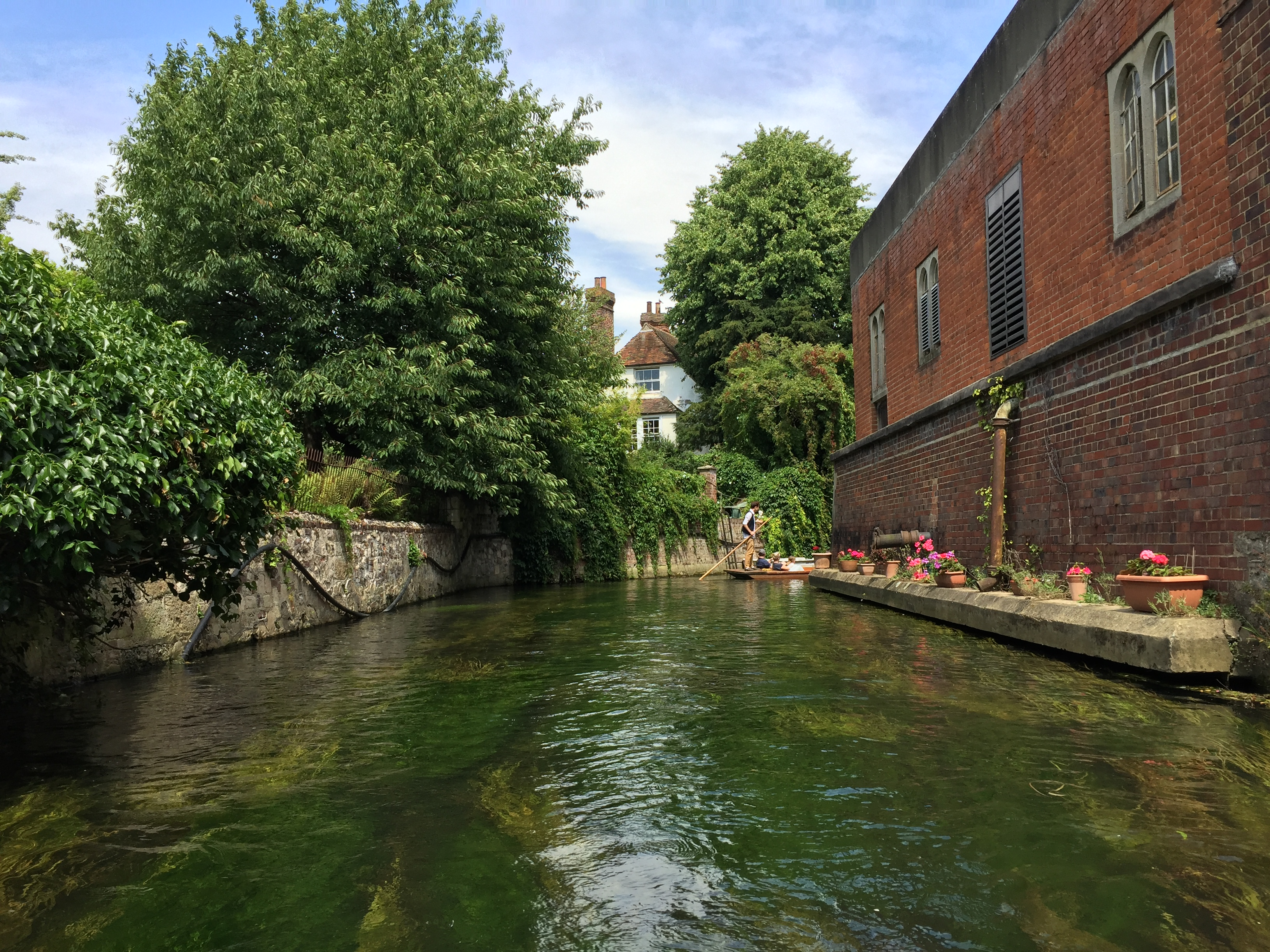
Une autre image de la Stour, dans un passage plus étroit de la ville.

Le premier journal de la ville, le Kentish Post, est publié en 1717. Il fusionne ensuite avec la Gazette du Kentish en 1768.
En 1770, le château tombe en ruine et nombreuses de ses parties vont être démolies par la suite. En 1787, toutes les portes de la muraille de la ville à l'exception de Westgate (une tour qui servait de prison à cette époque) sont démolies afin de pouvoir ouvrir le chemin aux véhicules. La nouvelle prison de Canterbury est inaugurée en 1808. Elle se situe en dehors de la ville. Le chemin de fer de Canterbury, qui est le premier chemin de fer pour voyageur au monde, est inauguré en 1830. La concurrence et la hausse des coûts entre les lignes ferroviaires sont résolues grâce à la fusion des réseaux en 1899. En 1848, l'abbaye de St Augustin est rénovée pour servir de collège missionnaire aux représentants de l'Église d'Angleterre.
Entre 1830 et 1900, la population passe de 15 000 à 24 000 habitants.
Au cours de la Première Guerre mondiale, des casernes et des hôpitaux sont installés autour de la ville.
Au cours de la Seconde Guerre mondiale, 10 445 bombes chutent pendant 135 raids détruisant 731 maisons et 296 autres bâtiments dont le lycée missionnaire et le lycée des filles de Simon Langton ; 115 victimes sont à déplorer.
Avant la fin de la guerre, l'architecte Charles Holden élabore des plans pour réaménager le centre de la ville. Mais les habitants sont tellement opposés à cette décision que certains d'entre eux décident de créer la Citizens Defense Association et parviennent à retarder la construction de ce centre commercial. La reconstruction du centre-ville a finalement eu lieu mais 10 ans après la guerre. Un périphérique est construit par étapes autour de la ville, afin d'atténuer les problèmes de circulation croissante dans le centre-ville qui est rendu plus tard accessible aux seuls piétons. La plus grande expansion de la ville se réalise dans les années 1960, avec l'arrivée de l'université de Kent et du Christchurch College.
Les années 1980 sont marquées par les visites du pape Jean-Paul II et de la reine Élisabeth II ainsi que par l'inauguration du festival annuel de Canterbury.

## Personnalités nées à Canterbury
- Christopher Marlowe (1564-1593), dramaturge.
- William Gosset (1876-1934), statisticien.
- Tony Coe (1934-2023), clarinettiste et saxophoniste de jazz.
- Orlando Bloom (1977-), acteur.

## Héraldique
| Armes de Canterbury | Les armes de la cité de Canterbury se blasonnent ainsi : D'argent à trois merles corniques de sable becqués et armés de gueules, au chef de gueules chargé d'un léopard d'or. La devise est AVE MATER ANGLIÆ, qui signifie en latin « Salut, mère de l'Angleterre ». |

## Démographie
- Population :
  - 1801: 9 500[Note 1].
  - 1861: 16 700.
  - 1921: 18 900.
  - 1961: 30 408.
  - 2001: 42 258.
  - 2009: 43 432.
- Superficie : 23,54 km2.
- Densité : 1 795 hab./km².

## Jumelages
Canterbury est jumelée avec des villes américaine, française, hongroise et russe.
- 1962 : jumelage avec la ville française de Reims[9].
- 1985 : jumelage avec la ville russe de Vladimir.
- 1985 : jumelage avec les villes Bloomington-Normal, en Illinois. Vladimir, Bloomington-Normal et Canterbury forment la Canterbury Three Cities Association[10].
- 2004 : partenariat City to City avec la ville hongroise d'Esztergom (24 octobre)[11],[12].